# Teatr Stary w Lublinie
Teatr Stary w Lublinie – teatr impresaryjny w Lublinie otwarty w 1822. Początkowo mieściły się w nim lubelska scena dramatyczna i operowa, a w XX wieku także kino.

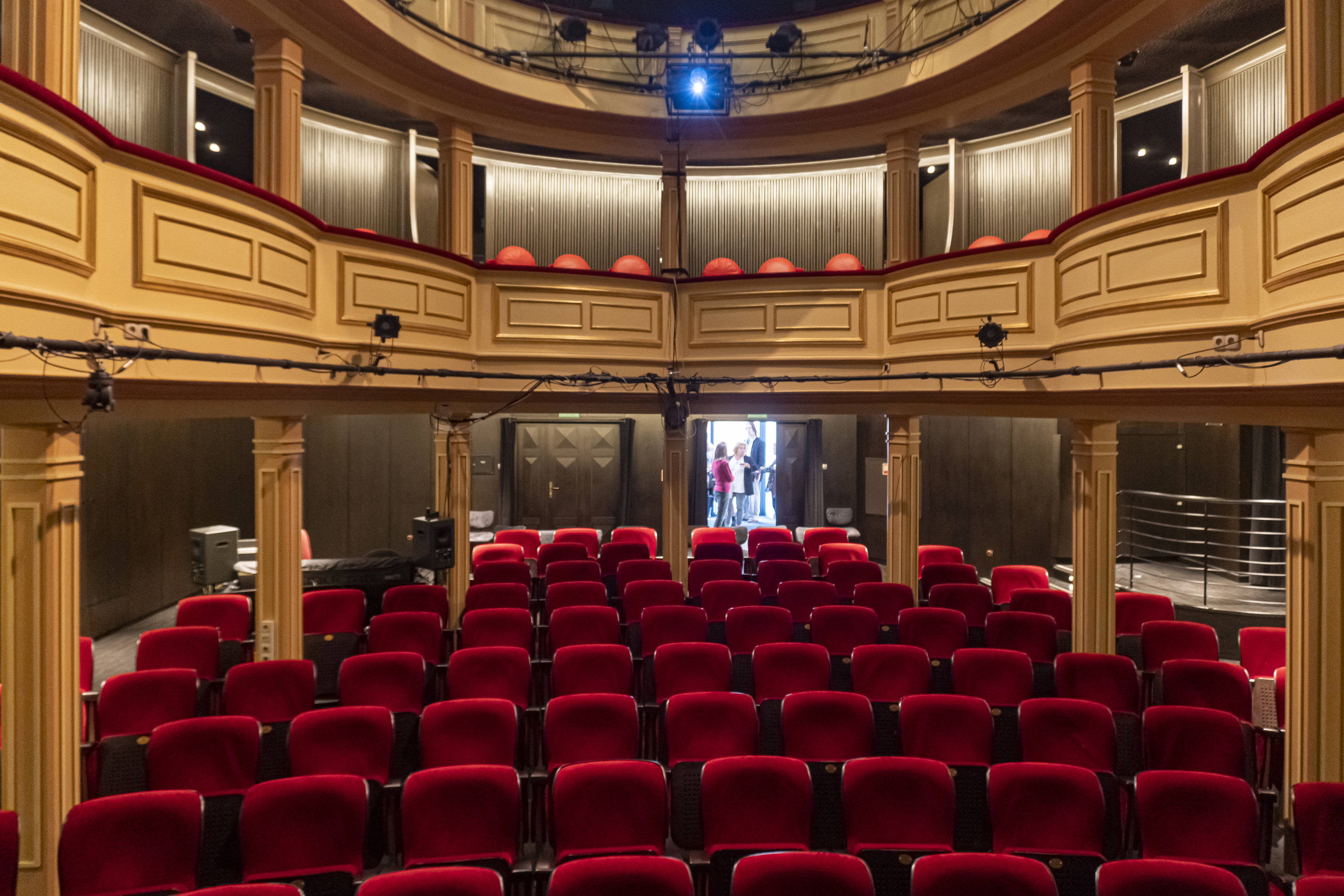
Widok na widownię (2025)

## Informacje ogólne
Teatr Stary w Lublinie jest najstarszym po Starym Teatrze im. Heleny Modrzejewskiej w Krakowie zachowanym teatrem w Polsce. XIX-wieczny obiekt znajduje się w granicach lubelskiego Starego Miasta, został wystawiony w stylu klasycystycznym z dekoracją w postaci ślepych arkad i prostokątnych płycin oraz dekoracjami sztukateryjnymi od ul. Jezuickiej, na fasadzie umieszczono płaskorzeźby masek i gryfów.
Oryginalnie budynek był podzielony na cztery piętra: parter, krzesła na I piętrze, balkon i galerię. Scenę oświetlano przy pomocy oświetlenia olejowego, później naftowego. W wyniku przebudowy z lat 2007–2012 budynek uzyskał dwie dodatkowe kondygnacje podziemne mieszczące magazyny oraz zaplecze sanitarne (pierwotnie teatr nie był podpiwniczony). W teatrze zachowano pierwotny układ foyer – widownia – scena – zascenie. Po przebudowie Teatr ma 165 miejsc siedzących.
W obecnym kształcie Teatr Stary jest miejscem różnorodnych wydarzeń kulturalnych. Zaplanowane są zarówno spektakle teatralne, jak i koncerty, ale także spotkania, debaty oraz zajęcia edukacyjne dla dzieci. Placówka ma charakter interdyscyplinarny, konfrontujący, dynamiczny i edukacyjny.

## Historia
Teatr Stary w Lublinie został wystawiony 5 lipca w 1822 roku  w miejscu zrujnowanych szesnastowiecznych kamienic, na tyłach kamienicy Łukasza Rodakiewicza według jego projektu. Pierwsze przedstawienie odbyło się 20 października 1822. Pomimo że budynek był ciasny, niewygodny i prymitywnie urządzony, służył miastu jako budynek teatru zimowego do 1886. Od końca XIX w., po wzniesieniu nowego i znacznie większego Teatru im. Juliusza Osterwy, w staromiejskim obiekcie występowały głównie wędrowne trupy teatralne i artyści cyrkowi.
W 1907 powstało tam kino noszące nazwę Théâtre Optique Parisien, a obiekt funkcjonował jako kinoteatr. W latach międzywojennych często gościły w teatrze żydowskie zespoły teatralne. W późniejszych latach kino nosiło nazwę Rialto, a później Staromiejskie, zaś ostatni seans kinowy odbył się w 1981. Później budynek, w którym kilka razy wybuchały pożary (między innymi w 1993), stawał się coraz bardziej zaniedbany. W 1994 Fundacja Galeria na Prowincji odkupiła teatr za 100 zł, obiecując wyremontowanie go w ciągu dwóch lat. Nie dotrzymała słowa, a budynek obracał się w ruinę.
W 2000 i 2003 konserwator zabytków zwrócił się do władz o wywłaszczenie fundacji, ale prezydent Andrzej Pruszkowski odmawiał, twierdząc między innymi, że naraziłoby to miasto na wypłatę odszkodowania. W styczniu 2005 prokuratura oskarżyła prezesów fundacji o spowodowanie możliwości zawalenia się budynku i zaniechania prac remontowych. Dopiero perspektywa wyroku spowodowała, że Skarb Państwa odzyskał zabytek. W 2007 zabytek przejęło miasto.
Na skutek postępującej degradacji budynek został wpisany na listę 100 Najbardziej Zagrożonych Obiektów Światowej Straży Zabytków, programu Światowego Funduszu Zabytków (WMF). W takim stanie obiekt wiele lat czekał na renowację, a prace remontowe zaczęły się w 2007. Remont teatru kosztował ponad 26 mln zł; 20 mln zł dofinansowania na ten cel miasto Lublin otrzymało z unijnego programu Infrastruktura i Środowisko. W grudniu 2010 ogłoszono konkurs na dyrektora Teatru Starego, od którego wymagano m.in. koncepcji na funkcjonowanie w roku 2016 (Lublin ubiegał się o noszenie tytułu Europejskiej Stolicy Kultury). Dyrektorem w latach 2011 - 2024 była Karolina Rozwód związana m.in. z Urzędem Miasta, TVP Kultura i Polskim Instytutem Sztuki Filmowej. Od 1 lutego 2024 roku dyrektorem Teatru Starego w Lublinie jest Michał Karapuda, który wcześniej przez 11 lat kierował Wydziałem Kultury Urzędu Miasta Lublin.
16 lutego 2012 ogłoszono dzień otwarty i zaprezentowano odrestaurowane wnętrze Teatru Starego. Pierwszy po remoncie spektakl odbył się 11 marca 2012, a na widowni zasiadł między innymi Prezydent Rzeczypospolitej Polskiej Bronisław Komorowski. Działalność artystyczna Teatru Starego została zainaugurowana koncertem gitarzysty flamenco José Fernándeza Torresa z zespołem. Koncert pod tytułem „Luz de Guia" był transmitowany przez TVP Kultura oraz na telebimie na placu po Farze w Lublinie, a całe wydarzenie poprowadziła Grażyna Torbicka.